# Karton (slikarstvo)
Karton (u umjetnosti) je model, pripremna studija za sliku. Karton se najčešće ostvaruje u odnosu 1:1, znači istih dimenzija završne slike.

## Povijest
Pripremni karton se uglavnom počeo koristiti od renesanse na dalje, za izredu fresaka. Ta je metoda omogućavala reproduciranje istih slika na različitim freskama. U nekim slučajevima možemo primijetiti da se u različitim građevinama koristio isti pripremni karton.

## Kartoni za freske
Metoda koja se je najčešće koristila za prenošenje crteža s kartona na svježu žbuku koju je trebalo oslikati bila je ta da se crnom kredom ili ugljenom zacrnila stražnja strana kartona i potom postavljala na zid.
Drugi način je bila tzv. tehnika zaprašivanja (tal.: a spolvero), koja se sastoji u tome da se na kartonu načine rupice i nakon postavljanja na zid kroz njih nanosi ugljeni prah. Kada se karton makne, na zidu dakle ostaje trag crteža.
Još jedna metoda je direktno urezivanje glavnih linija kartona koje ostaju vidljive na zidu.

## Kartoni za tapiserije
U ovom se slučaju karton (skoro uvijek već obojan) postavlja ispod platna i tapiserija se šiva iznad njega. To se odnosi na metodu horizontalne tapiserije dok se za onu vertikalnu karton postavlja iza umjetnika koji ga kopira gledajući njegov odraz u zrcalu.   

## Poznati kartoni
Često su kartoni velikih umjetnika isto toliko zanimljivi koliko i same slike, u nekim slučajevima slike nisu nikad ostvarene pa od njh imamo samo studije na kartonu. Među najpoznatijim kartonima imamo Raffaellovu Atensku školu u pinakoteci Ambrosiani ili seriju kartona za tapiserije također od Raffaella u Victoria & Albert Museumu.
Jedan poznati karton nedovršene slike je Michelangelova Bitka u Cascini (tal.: Battaglia di Cascina), namijenjena salonu "dei Cinquecento" u firentinskoj gradskoj vijećnici (Palazzo Vecchio) i ukraden tijekom nereda iz 1527. Dospio je u vlasništvo umjetnika Baccija Bandenellija, koji je po Vasarijevom svjedočenju uništio kartone u ljutnji zbog neuspjeha kod reprodukcije djela.